# Омми (озеро)
Омми́ — пресноводное озеро пойменного типа в Амурском районе Хабаровского края России. Площадь зеркала — 8,57 км². Водосборная площадь — 1540 км². Высота на уровнем моря — 20 м. Максимальная глубина составляет 7 м при средней глубине 2,5 м.
Озеро Омми расположено в левобережной пойме нижнего течения Амура, в 18 км южнее Амурска, напротив устья реки Хунгари. Соединяется с Амуром протокой Омми на северо-востоке. У северо-восточной оконечности также расположено село Омми.
Имеет удлинённую форму с сильно изрезанной береговой линией. Это особенно характерно для юго-восточного берега, отделяющего озеро от Амура, где во множестве встречаются протоки, мысы, заливы и полуострова. Берега низкие, болотистые, местами иловато-глинистые отмели и гравийные пляжи соседствуют со скальными обнажениями высотой до 20 м. Северо-западный берег дренирован мелиоративными каналами. Дно заиленное, песчано-галечное. Впадают реки Эльбан и Хайчон.